# Динис, Педру
Пе́дру Па́улу Фаллейрос дос Сантос Дини́с (порт. Pedro Paulo Falleiros dos Santos Diniz, род. 22 мая 1970, Сан-Паулу) — бразильский автогонщик, пилот Формулы-1 в 1995—2000 годах.

## До Формулы-1
- 1987—1988 — картинг, был чемпионом Сан-Паулу.
- 1989 — бразильская Формула Ford, 6-е место.
- 1990 — южноамериканская Формула-3.
- 1991 — британская Формула-3, 11-е место.
- 1992 — британская Формула-3, 12-е место; британская Формула-2.
- 1993 — Формула-3000.
- 1994 — Формула-3000, 14-е место.

## Формула-1

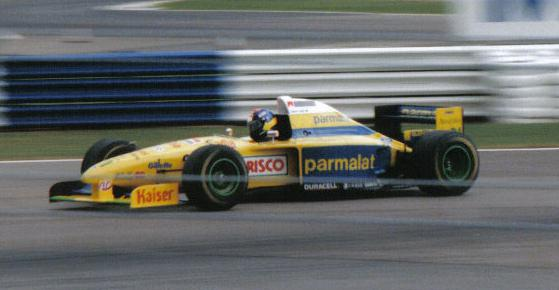
Динис за рулём «Форти» в 1995 году

Сын крупного предпринимателя Абилиу дус Сантуса Диниса, Педру Паулу дебютировал в команде «Форти» 26 марта 1995 года благодаря спонсорской поддержке итальянской компании пищевой промышленности Parmalat, с которой был связан его отец. Вместе со своим напарником Роберто Морено, Динис провёл 17 Гран-при, но очков в этом сезоне не набрал (лучшим результатом было седьмое место на Гран-при Австралии). В 1996 году смог дважды финишировать на 6-м месте, выступая за «Лижье». На Гран-при Аргентины его машина загорелась после пит-стопа.
Причиной появления Педру Диниса в команде Arrows Тома Уокиншоу в сезоне 1997 стали спонсорские деньги. Команда использовала очень лёгкие, надёжные, но маломощные моторы. Напарником Педру Паулу был действующий чемпион Деймон Хилл. Динису дважды за сезон удавалось опережать его в квалификации, очки он смог набрать лишь один раз — за 5-е место в Гран-при Люксембурга.
Диниc остался в «Эрроузе» и на следующий сезон, который провёл вровень со своим напарником Микой Сало, набрав 3 очка (повторив свой лучший результат — 5-е место — на Гран-при Бельгии).

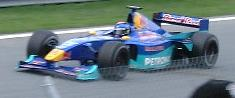
Динис пилотирует «Заубер» на Гран-при Канады 2000 года

Последние два года в Формуле-1 Диниc провёл в «Заубере». За весь сезон 1999 года он финишировал лишь 4 раза, но три из них — на шестом месте, тем самым опередив в чемпионате своего напарника Жана Алези. В сезоне 2000 года сходов было намного меньше, но очки набрать не удалось, лучшим местом было 7-е. По окончании сезона Диниc принял решение о завершении карьеры гонщика.

## После завершения карьеры
В конце 2000 года Диниc стал совладельцем команды «Прост», прекратившей своё существование годом позже.
В 2003 году Диниc организовал бразильский чемпионат Формулы Renault.

## Результаты в Формуле-1
| Легенда к таблице |                                                                    |
| --- | ------------------------------------------------------------------ |
| В таблице перечислены результаты всех Гран-при Формулы-1, в которых принимал участие гонщик. Строками таблицы являются сезоны, столбцами — этапы чемпионата мира. В каждой клетке указаны сокращённое название этапа и результат, дополнительно обозначенный цветом. Расшифровка обозначений и цветов представлена в нижеследующей таблице. |                                                                    |
| \| Пример \| Описание \| \| ------------ \| ------------------------------------------------------------------ \| \| 1 \| Победитель \| \| 2 \| Второе место \| \| 3 \| Третье место \| \| 5 \| Финишировал, заработав очки \| \| Сход \| Не финишировал, но при этом заработал очки \| \| 12 \| Финишировал, не получив очков \| \| НКЛ \| Финишировал, но не попал в финальную классификацию \| \| 15 \| Участвовал вне зачёта, либо по отдельной классификации \| \| 18 \| Не финишировал, но попал в финальную классификацию \| \| Сход \| Не финишировал \| \| НКВ \| Не прошёл квалификацию \| \| НПКВ \| Не прошёл предквалификацию \| \| ДСК \| Дисквалифицирован \| \| ИСК \| Исключён из протокола соревнований \| \| ТТ \| Заявлен для участия только в тренировках \| \| НС \| Участвовал в квалификации, но не стартовал в гонке \| \| Т \| Травмирован или болен \| \| ОТК \| Отказ от участия \| \| НТР \| Прибыл на соревнования, но на трассу не выезжал \| \| НПР \| Был заявлен в числе участников, но не прибыл к началу соревнований \| \| О \| Соревнования отменены \| \| \| Не участвовал \| \| Поул-позиция \| \| \| Быстрый круг \| \| |                                                                    |
| Пример | Описание                                                           |
| 1 | Победитель                                                         |
| 2 | Второе место                                                       |
| 3 | Третье место                                                       |
| 5 | Финишировал, заработав очки                                        |
| Сход | Не финишировал, но при этом заработал очки                         |
| 12 | Финишировал, не получив очков                                      |
| НКЛ | Финишировал, но не попал в финальную классификацию                 |
| 15 | Участвовал вне зачёта, либо по отдельной классификации             |
| 18 | Не финишировал, но попал в финальную классификацию                 |
| Сход | Не финишировал                                                     |
| НКВ | Не прошёл квалификацию                                             |
| НПКВ | Не прошёл предквалификацию                                         |
| ДСК | Дисквалифицирован                                                  |
| ИСК | Исключён из протокола соревнований                                 |
| ТТ | Заявлен для участия только в тренировках                           |
| НС | Участвовал в квалификации, но не стартовал в гонке                 |
| Т | Травмирован или болен                                              |
| ОТК | Отказ от участия                                                   |
| НТР | Прибыл на соревнования, но на трассу не выезжал                    |
| НПР | Был заявлен в числе участников, но не прибыл к началу соревнований |
| О | Соревнования отменены                                              |
| | Не участвовал                                                      |
| Поул-позиция |                                                                    |
| Быстрый круг |                                                                    |

| Сезон | Команда | Шасси       | Двигатель                    | Ш | 1        | 2        | 3        | 4        | 5        | 6        | 7        | 8        | 9        | 10       | 11       | 12       | 13       | 14       | 15       | 16       | 17       | Место | Очки |
| ----- | ------- | ----------- | ---------------------------- | - | -------- | -------- | -------- | -------- | -------- | -------- | -------- | -------- | -------- | -------- | -------- | -------- | -------- | -------- | -------- | -------- | -------- | ----- | ---- |
| 1995  | Forti   | Forti FG01  | Ford Cosworth ED1 3,0 V8     | G | БРА 10   | АРГ НКЛ  | САН 15   | ИСП Сход | МОН 10   | КАН Сход | ФРА Сход | ВЕЛ Сход | ГЕР Сход | ВЕН Сход | БЕЛ 13   | ИТА 9    | ПОР 16   | ЕВР 13   | ТИХ 17   | ЯПО Сход | АВС 7    | 21    | 0    |
| 1996  | Ligier  | Ligier JS43 | Mugen-Honda MF-301HA 3,0 V10 | G | АВС 10   | БРА 8    | АРГ Сход | ЕВР 10   | САН 7    | МОН Сход | ИСП 6    | КАН Сход | ФРА Сход | ВЕЛ Сход | ГЕР Сход | ВЕН Сход | БЕЛ Сход | ИТА 6    | ПОР Сход | ЯПО Сход |          | 15    | 2    |
| 1997  | Arrows  | Arrows A18  | Yamaha OX11C 3,0 V10         | B | АВС 10   | БРА Сход | АРГ Сход | САН Сход | МОН Сход | ИСП Сход | КАН 8    | ФРА Сход | ВЕЛ Сход | ГЕР Сход | ВЕН Сход | БЕЛ 7    | ИТА Сход | АВТ 13   | ЛЮК 5    | ЯПО 12   | ЕВР Сход | 16    | 2    |
| 1998  | Arrows  | Arrows A19  | Arrows T2-F1 3,0 V10         | B | АВС Сход | БРА Сход | АРГ Сход | САН Сход | ИСП Сход | МОН 6    | КАН 9    | ФРА 14   | ВЕЛ Сход | АВТ Сход | ГЕР Сход | ВЕН 11   | БЕЛ 5    | ИТА Сход | ЛЮК Сход | ЯПО Сход |          | 14    | 3    |
| 1999  | Sauber  | Sauber C18  | Petronas SPE 03A 3,0 V10     | B | АВС Сход | БРА Сход | САН Сход | МОН Сход | ИСП Сход | КАН 6    | ФРА Сход | ВЕЛ 6    | АВТ 6    | ГЕР Сход | ВЕН Сход | БЕЛ Сход | ИТА Сход | ЕВР Сход | МАЛ Сход | ЯПО 11   |          | 14    | 3    |
| 2000  | Sauber  | Sauber C19  | Petronas SPE 04A 3,0 V10     | B | АВС Сход | БРА НС   | САН 8    | ВЕЛ 11   | ИСП Сход | ЕВР 7    | МОН Сход | КАН 10   | ФРА 11   | АВТ 9    | ГЕР Сход | ВЕН Сход | БЕЛ 11   | ИТА 8    | США 8    | ЯПО 11   | МАЛ Сход | 18    | 0    |